# Neofit Bozvelievo
Neofit Bozvelievo (bulgariska: Неофит Бозвелиево) är ett distrikt i Bulgarien.   Det ligger i kommunen Obsjtina Momtjilgrad och regionen Kărdzjali, i den södra delen av landet, 230 km sydost om huvudstaden Sofia.